# Vlag van Madrid (autonome gemeenschap)

Vlag van de autonome regio Madrid

De vlag van de autonome regio en provincie Madrid bestaat uit een rood veld met zeven witte sterren in het midden. De sterren hebben vijf punten en zijn geplaatst in twee rijen (vier in de bovenste rij en drie in de onderste). De vlag is op 23 december 1983 officieel aangenomen. De ontwerper van de vlag is José María Cruz Novillo.
De zeven sterren staan voor de sterren uit het sterrenbeeld Grote Beer. Elke ster vertegenwoordigt ook een van de zeven administratieve eenheden van de provincie: Madrid, Alcalá de Henares, Torrelaguna, San Martín de Valdeiglesias, El Escorial, Getafe en Chinchón.